# Jau (Süd-Kordofan)
Koordinaten: 9° 21′ N, 28° 35′ O
Jau ist eine Stadt in Dschanub Kurdufan. Ob sie zum Staatsgebiet des Sudan oder des Südsudan gehört, ist umstritten.

## Geschichte
Im Februar 2012 eroberte die SPLM-N die Ortschaft. Bei dem Angriff nahmen auch Einheiten der Bewegung für Gerechtigkeit und Gleichheit (JEM) teil. Dies war das erste Mal, dass offiziell gemeinsame Operationen der Rebellen aus Darfur und Kurdufan bestätigt wurden. Laut der sudanesischen Regierung wurden die Kämpfer von Offizieren der südsudanesischen Regierung befehligt.